# جبيغلو
جبيغلو هي قرية في مقاطعة مياندوآب، إيران. يقدر عدد سكانها بـ 20 نسمة بحسب إحصاء 2016.